# Maxisingel
Maxisingel är ett musikformat med längre speltid än en singel som vanligen innehåller remixer av huvudlåten samt ofta ett eller flera bonusspår.
Maxisingel betecknade ursprungligen en 33-varvs vinylsingel med en utökad speltid på upp till 16 minuter som lanserades i början av 1970-talet. Mungo Jerrys "In the Summertime" var världens första maxisingel.
Under discon och DJ-kulturens framväxande i mitten av 1970-talet lanserades maxisingeln som 12-tumsskiva i samma format som en LP-skiva. Skivorna innehöll längre remix-versioner och hade med sina bredare ljudspår en bättre och mer dynamisk ljudkvalitet än 7-tumssinglar. Den första kommersiellt utgivna 12"-singeln var Double Exposures "Ten Per Cent" 1976. Ett genombrott för maxisingeln som kommersiellt format kom 1982 med Grandmaster Flash and the Furious Fives "The Message" och året därpå blev New Orders "Blue Monday" den mest sålda maxisingeln genom tiderna.
Senare har maxisinglar även givits ut som CD-skivor och i digitalt format.

## Andra grammofonformat
- LP
- EP
- Singelskiva
- 78-varvare (även kallad "stenkaka")